# DON't COMMIT SUICIDE
「DON't COMMIT SUICIDE」は、I'sのデビューEP。	猫猫レコーズより2021年8月31日に発売。

## 概要
I's初のEP作品で、2021年8月31日に下北沢SHELTERにて行われた、I's 1st live「BOKU NO NATSU WA DO-NANDA」で「DON't COMMIT SUICIDE」を披露し、その当時のライブ映像が
I's official
により公開された。

## 収録曲
| 全作詞: あの、全作曲: あの・中山卓哉。 |                            |       |                |      |
| #                                      | タイトル                   | 作詞  | 作曲・編曲     | 時間 |
| 1.                                     | 「DON't COMMIT SUICIDE」   | あの  | あの・中山卓哉 | 3:31 |
| 2.                                     | 「僕の春」                 | あの  | あの・中山卓哉 | 4:10 |
| 3.                                     | 「プールサイドスーサイド」 | あの  | あの・中山卓哉 | 5:34 |
| 4.                                     | 「きるみーべびぃ」         | あの  | あの・中山卓哉 | 1:31 |
| 合計時間:                              | 合計時間:                  | 14:46 |                |      |

### 動画
1. ↑  “I's "DON't COMMIT SUICIDE" - live at SHIMOKITAZAWA SHELTER”.  YouTube (2021年9月4日). 2023年6月24日閲覧。